# Tazio Nuvolari
| Tazio Nuvolari                      | Tazio Nuvolari                  |
| ----------------------------------- | ------------------------------- |
| Tazio Nuvolari                      |                                 |
| Državljanstvo                       | talijansko                      |
| Europsko automobilističko prvenstvo |                                 |
| Sezone                              | 1931. − 1932., 1935. − 1939.    |
| Momčadi                             | Alfa Romeo, Ferrari, Auto Union |
| Utrke                               | 26                              |
| Prvenstva                           | 1 (1932.)                       |
| Pobjede                             | 4                               |
| Podiji                              | 1                               |
| Prvo startno mjesto                 | 0                               |
| Najbrži krugovi                     | 4                               |
| Prva utrka                          | Velika nagrada Italije 1931.    |
| Prva pobjeda                        | Velika nagrada Italije 1932.    |
| Posljednja pobjeda                  | Velika nagrada Italije 1938.    |
| Posljednja utrka                    | Velika nagrada Švicarske 1939.  |

Tazio Giorgio Nuvolari (Castel d'Ario, Lombardija, Kraljevina Italija, 16. studenog 1892. - Mantova, Lombardija, Italija, 11. kolovoza 1953.) je bio talijanski vozač motociklističkih i automobilističkih utrka.
Nakon završetka Prvog svjetskog rata, gdje je radio kao vozač hitne pomoći, Tazio se počeo utrkivati u motociklizmu 1920., kada je imao 27 godina. Godine 1925. osvojio je naslov europskog prvaka u motociklizmu u klasi 350cc. 
Nedugo nakon motociklizma, Tazio se počeo utrkivati u automobilizmu, te je tako 1921. pobijedio na utrci Coppa Verona. Godine 1925. trebao je zamijeniti Antonija Ascarija u Alfa Romeu, koji je poginuo na Velikoj nagradi Francuske u srpnju, no i sam Nuvolari je dva mjeseca kasnije doživio incident na Velikoj nagradi Italije, koji ga je izbacio iz utrkivanja neko vrijeme. Godine 1927. Tazio je osnovao vlastitu momčad, kupivši nekoliko Bugattija 35B za utrkivanje, gdje mu je momčadski kolega u početku bio sunarodnjak Achille Varzi, a kasnije i veliki rival. Nuvolari je s Bugattijem ostvario nekoliko pobjeda, među kojima su najznačajnije bile Velika nagrada Rima i Velika nagrada Tripolija.
Od 1931. do 1932. nastupao je u Europskom automobilističkom prvenstvu za Alfa Corse u bolidima Alfa Romea. Na Velikoj nagradi Belgije na Spa-Francorchampsu osvojio je prvo postolje, zajedno sa suvozačem Baconinom Borzacchinijem. Sljedeće 1932. dolazi do prve pobjede na Velikoj nagradi Italije na Monzi, a zatim i na Velikoj nagradi Francuske na stazi Reims-Gueux. Na posljednjoj utrci koja se vozila na Nürburgringu za Veliku nagradu Njemačke, Tazio osvaja drugo mjesto iza momčadskog kolege Rudolfa Caracciole. S četiri osvojena boda, osvaja naslov prvaka te sezone.
Nakon što se prvenstvo nije održavalo 1933. i 1934., Nuvolari je od 1935. do 1937. vozio za Ferrari. U prvoj sezoni upisao je pobjedu na Velikoj nagradi Njemačke, te sezonu završio na četvrtom mjestu konačnog poretka vozača, iza Rudolfa Caracciole, Luigija Fagiolija i Manfreda von Brauchitscha u dominantnim bolidima Mercedes-Benza. Sljedeće 1936. osvaja postolje na Velikoj nagradi Italije, te treće mjesto u konačnom poretku vozača iza Bernda Rosemeyera i Hansa Stucka u bolidima Auto Uniona. Sezonu 1937. započeo je u Ferrariju, a završio u Auto Unionu. Posljednju pobjedu ostvario je 1938. na domaćoj Velikoj nagradi Italije u bolidu Auto Uniona, te sezonu završio na petom mjestu konačnog poretka vozača. U trenutku kada je sezona 1939. bila prekinuta zbog izbijanja Drugog svjetskog rata, Nuvolari se nalazio na četvrtom mjestu iza Hermanna Paula Müllera, Hermanna Langa i Rudolfa Caracciole.
Nastupao je i na utrkama izdržljivosti, a najbolje rezultate je postigao 1930. i 1933. pobjedom na utrci Mille Miglia, 1931. i 1932. pobjedom na utrci Targa Florio, te pobjedom na utrci 24 sata Le Mansa 1933., kada je zajedno sa suvozačem Raymondom Sommerom slavio u bolidu Alfa Romeo 8C 2300MM.

## Vanjske poveznice
- Tazio Nuvolari - Driver Database
- Tazio Nuvolari - Racing Sports Cars